# Edwin Daniel Hatch
Edwin Daniel Hatch (1919-2008) fue un botánico neozelandés.

## Algunas publicaciones
- 1963. Solander — His Influence On New Zealand Botany. Tuatara: Vol. 11, I.2
- 1951. Checklist of the New Zealand Orchids: Together with a Key to the Genera and Species, and Some Notes on Their Distribution. Tuatara: Vol. 4, I.1
- 1950. The Epiphytic Orchids of New Zealand and a New Species of Pterostylis from Mount Egmont. Trans.Proc.Royal Soc.New Zealand Vol.78
- 1952. Further Notes on Pterostylis R. Brown & Thelymitra J. R. & G. Forster. Trans.Proc.Royal Soc.New Zealand Vol. 80
- 1951. A New Species of Corybas Salisbury, and a Note on Some Name Changes in Wahlenbergia Schrader. Trans.Proc. Royal Soc.New Zealand Vol. 79
- 1954. Further Notes on Gastrodia. R. Brown & Spiranthes L. C. Richard. Trans.Proc. Royal Soc.New Zealand Vol. 79
- 1945. Notes on New Zealand Orchids. Trans.Proc. Royal Soc.New Zealand Vol. 75
- 1948. Aporostylis R. & Hh., Townsonia Cheesmn., & the New Zealand Forms of Chiloglottis R. Br. Trans.Proc. Royal Soc. New Zealand Vol. 77
- 1946. The New Zealand Forms of Prasophyllum R. Br. Trans.Proc. Royal Soc. New Zealand Vol. 76
- 1948. The New Zealand Forms of Pterostylis R. Br. Trans.Proc. Royal Soc. New Zealand Vol. 77
- 1948. Lyperanthus antarcticus Hook. f. & the New Zealand Forms of Gastrodia R. Br. Trans.Proc. Royal Soc. New Zealand Vol. 77
- 1948. Petalochilus Rog. & the New Zealand Forms of Caladenia R. Br. Trans.Proc. Royal Soc. New Zealand Vol. 77
- 1947. List of Orchid Species Common to Australia & New Zealand. Trans.Proc. Royal Soc. New Zealand Vol. 76
- 1946. The New Zealand Forms of Acianthus R. Br. Trans.Proc. Royal Soc. New Zealand Vol. 76

- La abreviatura «E.D.Hatch» se emplea para indicar a Edwin Daniel Hatch como autoridad en la descripción y clasificación científica de los vegetales.[1]